# 77th Infantry Division (Vereinigte Staaten)
Die 77th Infantry Division (deutsch 77. US-Infanteriedivision) war ein Großverband der US-Army. Seit 1963 existiert sie als 77th Sustainment Brigade der Armeereserve.

## Geschichte

### Erster Weltkrieg
Die Aufstellung der Division erfolgte am 18. August 1917. Die Soldaten kamen überwiegend aus dem Gebiet der Stadt New York und wurden auf Long Island auf dem Gelände des heutigen Brookhaven National Laboratory ausgebildet. Die Division hat deshalb ein besonderes Verhältnis zu New York und führt ein Abbild der Freiheitsstatue als Einheitenabzeichen. Im April 1918 landete die Division in Frankreich, wo sie im Juli am Gefecht von Château-Thierry und später unter der Führung von Generalmajor Robert Alexander an der Maas-Argonnen-Offensive teilnahm. Dabei wurde Anfang Oktober 1918 ein komplettes Bataillon der Division von den Deutschen in den Argonnen südöstlich von La Viergette eingekreist, wobei fast 200 getötet und über 100 gefangen genommen wurden. Die betroffene Einheit wurde als Lost Battalion bekannt. Insgesamt starben bis zum Kriegsende 1486 Soldaten der 77. Infanteriedivision, während 8708 verwundet wurden. Die Division kehrte im April 1919 in die Vereinigten Staaten zurück, wo sie wenig später demobilisiert wurde.

### Zweiter Weltkrieg

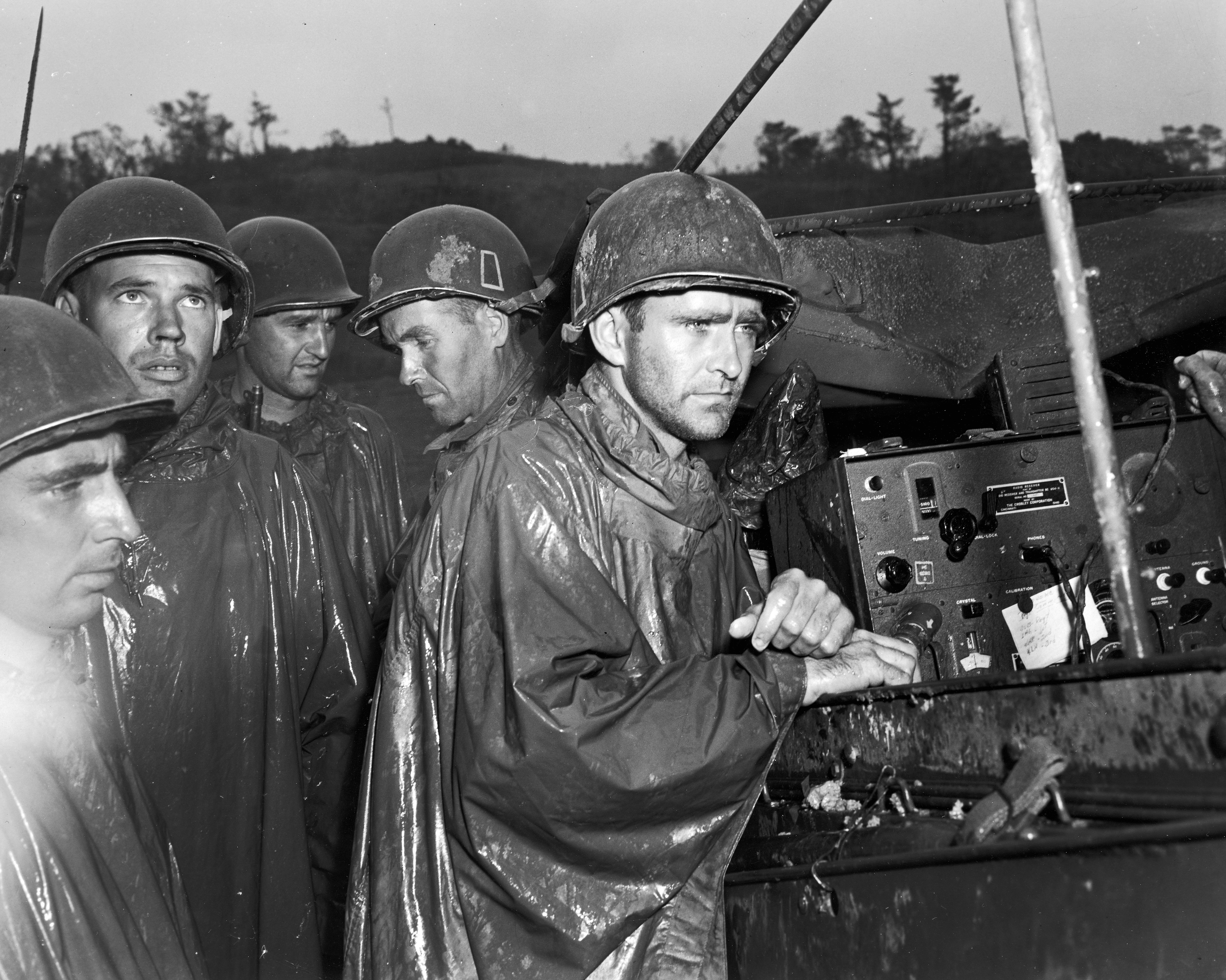
Soldaten der Division auf Okinawa im Mai 1945

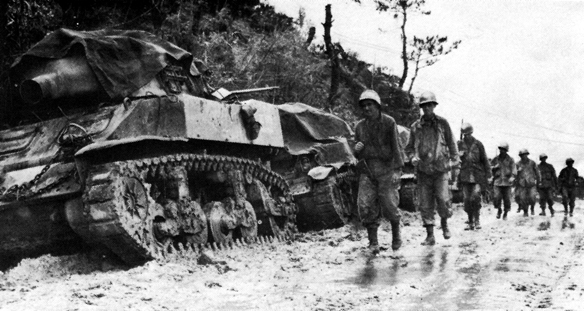
Soldaten der Division passieren einen M8 Scott, Okinawa, Mai 1945

Die 77th Infantry Division wurde Ende März 1942 reaktiviert und kam im März 1944 für verschiedene Trainingseinheiten nach Hawaii. Am 21. Juli landete sie mit anderen amerikanischen Verbänden auf Guam. An der Seite der 3rd Marine Division kämpfte sie bis in den August hinein gegen die japanischen Verteidiger. Im November desselben Jahres folgte die Verlegung nach Papua-Neuguinea, ehe die Division an einem Landeunternehmen in Ipil auf den Philippinen teilnahm. Am 7. Dezember wurde die 77th Division unter Generalmajor Andrew D. Bruce dem XXIV. Corps als Verstärkung auf der Westseite von Leyte zugeführt und landete südlich von Ormoc City. Ihre Ankunft ermöglichte es der 7th Division, ihren Vormarsch nordwärts fortzusetzen. Die Kämpfe auf den Philippinen endeten erst im Februar 1945.
Zwischen dem 26. und 29. März 1945 sicherte die 77th Division schließlich die Kerama-Inseln, um dort einen Brückenkopf zu bilden. Nach ihrer Wiedereinschiffung wurden ihre Transportschiffe am 2. April aus der Luft angegriffen und teils schwer beschädigt. Am 16. April folgte die Landung auf Ie-jima, wo die japanischen Truppen ausgeschaltet wurden und ein strategisch wichtiges Flugfeld erobert werden konnte. Dabei wurde der Kriegsberichtserstatter und Pulitzer-Preis-Träger Ernie Pyle getötet, der damals mit der Division im Pazifik im Einsatz war. Es folgte die Teilnahme an der Schlacht um Okinawa. Die 77th Infantry Division landete dort am 25. April an und ersetzte die 96th Infantry Division. Zusammen rückte man mit der 1st Marine Division in Richtung Shuri vor. Nach dem Ende der Schlacht wurde die Division auf die Philippinen verlegt, um sich auf eine Invasion Japans vorzubereiten. Nach dem Ende des Kriegs am 2. September folgte die Verlegung nach Japan als Teil der Besatzungstruppen. Im Zweiten Weltkrieg waren 1449 Soldaten der 77. Infanteriedivision gefallen und 5935 verwundet worden. Am 15. März 1946 wurde der Verband in Japan aufgelöst.
1963 wurde die Division unter dem Namen 77th Sustainment Brigade neu aufgestellt. Sie wurde jedoch nicht in den Vietnamkrieg geschickt und existiert als Reserveeinheit.

## Organisation
Die Division war während des Ersten Weltkriegs so aufgestellt:
- 153rd Infantry Brigade
  - 306th Infantry Regiment
  - 307th Infantry Regiment
  - 305th Machine Gun Battalion
- 154th Infantry Brigade
  - 307th Infantry Regiment
  - 308th Infantry Regiment
  - 306th Machine Gun Battalion
- Divisional Troops

Im Zweiten Weltkrieg war der Verband so gegliedert:
- 305th Infantry Regiment
- 306th Infantry Regiment
- 307th Infantry Regiment
- 308th Infantry Regiment
- 304th Field Artillery Battalion
- 305th Field Artillery Battalion
- 306th Field Artillery Battalion
- 902nd Field Artillery Battalion
- 302nd Engineer Battalion
- 302nd Medical Battalion
- 77th Ordnance Company
- 77th Quartermaster Company
- 77th Reconnaissance Troop
- 77th Signal Company

## Divisionskommandeure
- Major General J. Franklin Bell (18 August – 4. Dezember 1917)
- Brigadier General E. M. Johnson (4. Dezember 1917 – 8. Mai 1918)
- Major General George B. Duncan (8. Mai – 20. Juli 1918)
- Brigadier General E. M. Johnson (20. Juli – 27. August 1918)
- Major General Robert Alexander (27. August 1918 – April 1919)
- Major General Robert L. Eichelberger (März – Juni 1942)
- Major General Roscoe B. Woodruff (Juni 1942 – Mai 1943)
- Major General Andrew D. Bruce (Mai 1943 – 27. Februar 1946)